# وزارة الاستثمار والتجارة الخارجية (مصر)
وزارة الاستثمار والتجارة الخارجية هي وزارة عن الاستثمار في جمهورية مصر العربية.

## المنشآت التابعة
- مركز إعداد القادة لإدارة الأعمال.[1]
- الهيئة العامة للاستثمار والمناطق الحرة.[1]
- الهيئة العامة للرقابة المالية.[1]
- الهيئة المصرية العامة للمعارض والمؤتمرات
- الهيئة العامة للرقابة على الصادرات والواردات
- الهيئة العامة لمركز تنمية الصادرات المصرية
- صندوق تنمية الصادرات
- الهيئة العامة للتحكيم وإختبارات القطن
- قطاع التمثيل التجاري.[2]

## الوزراء
- حسن الخطيب
- مصطفى مدبولي.
- سحر نصر.[3]
- داليا خورشيد.
- أشرف سلمان.
- منير فخري عبد النور.
- يحيى حامد.
- أسامة صالح.
- محمود محيي الدين.